# János Scheffler
János Scheffler (Cămin, 29 ottobre 1887 – Jilava, 6 dicembre 1952) è stato un vescovo cattolico rumeno.

## Biografia
Monsignor János Scheffler nacque a Cămin, allora nell'Impero austro-ungarico, il 29 ottobre 1887. Era il secondo di dieci figli. Suo fratello era Franz Scheffler (3 ottobre 1894 - 29 ottobre 1956).

### Formazione e ministero sacerdotale
Avendo manifestato fin dall'età di dieci anni una forte chiamata al sacerdozio, terminati gli studi liceali in collegio gesuita, nel 1905, fu ammesso al seminario di Satu Mare. Dal 1906 al 1910 frequentò la Facoltà di teologia dell'Università Cattolica Pázmány Péter di Budapest e ricevette gli ordini minori.
Il 6 luglio 1910 fu ordinato presbitero. Venne quindi nominato cappellano a Ciumești dal vescovo diocesano Tibor Boromissza. Per le sue spiccate doti intellettuali nell'ottobre del 1910 fu inviato a Roma dove completò gli studi in diritto canonico, conseguendo il dottorato summa cum laude presso la Pontificia Università Gregoriana il 19 giugno 1912. Tornato in patria, ricoprì diversi incarichi: fu protocollista e cancelliere presso la cancelleria vescovile, cappellano a Užhorod e prefetto del seminario. Nel novembre del 1915 ricevette il dottorato in scienze teologiche, assumendo successivamente diversi incarichi accademici e pastorali: fu professore al liceo cattolico di Satu Mare, predicatore della cattedrale, promotore di giustizia del tribunale ecclesiastico diocesano, docente di diritto canonico, di storia della Chiesa e di teologia. Al termine della prima guerra mondiale, la mutata situazione politica e la cessione della Transilvania al Regno di Romania lo indussero ad apprendere la lingua romena per poter predicare e confessare. Divenne cittadino rumeno dopo la firma del trattato del Trianon nel 1920. La sua esperienza pastorale ebbe modo di ampliarsi ulteriormente con la nomina nel 1923 a parroco di Moftinu Mare, un incarico durante il quale diede forte impulso alle opere di apostolato, organizzò pellegrinaggi, scrisse manuali di catechesi per gli studenti delle scuole medie, adoperandosi in vario modo per la sussistenza della scuola cattolica. Alcuni anni più tardi, dal 20 al 24 giugno 1926, partecipò al XXVIII congresso eucaristico internazionale  a Chicago, un evento ecclesiale di grande rilievo al quale volle poi dedicare un suo libro dal titolo "Da Satu Mare a Chicago". Seguirono nuovi, importanti incarichi a Satu Mare, come direttore spirituale del seminario, e nella diocesi di rito latino di Oradea, dove insegnò diritto canonico e storia della Chiesa presso la locale Facoltà di teologia.

### Ministero episcopale
Il 26 marzo 1942 papa Pio XII lo nominò vescovo di Satu Mare, il cui territorio era passato nuovamente all'Ungheria, e amministratore apostolico di Gran Varadino dei Latini. Ricevette l'ordinazione episcopale il 17 maggio successivo nella cattedrale dell'Ascensione di Nostro Signore a Satu Mare dal cardinale Jusztinián Györg Serédi, arcivescovo metropolita di Esztergom, coconsacranti il vescovo di Csanád Gyula Glattfelder e quello di Košice Stefan Madarász.
Si dimostrò un pastore prudente, zelante e paterno, instancabile nell'esercizio del ministero episcopale, nella predicazione, nell'amministrazione dei sacramenti, nelle visite alle parrocchie, nella cura dei sacerdoti e dei seminaristi. Le vocazioni divennero la sua preoccupazione principale e così fondò l'Opus Vocationum Ecclesiasticum per la cura e la coltivazione delle vocazioni. Allo stesso tempo istituì diversi seminari minori. Erano gli anni della seconda guerra mondiale e per l'Europa orientale si stavano profilando profondi mutamenti politici. Nel settembre del 1944 la diocesi di Satu Mare venne invasa dall'Armata Rossa e la Transilvania settentrionale fu assoggettata dai sovietici. Il 18 marzo 1948 scrisse una lettera al Primo ministro Petru Groza in criticava la nuova Costituzione del paese.
Il 9 aprile 1948 venne nominato vescovo di Gran Varadino dei Latini. Le persecuzioni contro la Chiesa si fecero in quei mesi sempre più aspre. Venne annullato il Concordato e il 1º ottobre 1948 fu dichiarato lo scioglimento della Chiesa cattolica di rito orientale: il governo romeno voleva infatti assimilare i cattolici agli ortodossi e staccare la Chiesa cattolica in Romania da quella di Roma. Si oppose alle politiche del nuovo governo comunista e alla deportazione dei rumeni di cultura tedesca in Unione Sovietica. Fece anche un appello per la liberazione di monsignor Alexandru Rusu, eparca di Maramureș, che il regime comunista aveva arrestato.
Poiché non volle piegarsi alle pretese del governo, il 23 maggio 1950 fu arrestato dalla Securitate e costretto agli arresti domiciliari presso il convento francescano di Baia de Criș. Nel 1952 venne trasferito nel carcere di Bucarest e poi in quello sotterraneo di Jilava, dove trascorse gli ultimi due mesi di vita in condizioni disumane, che incisero profondamente sulle sue già precarie condizioni di salute.
Morì nel carcere di Jilava la mattina del 6 dicembre 1952 dopo essere stato torturato con l'acqua bollente. Fu sepolto nei pressi del carcere in una tomba senza nome. La notizia della sua morte raggiunse Satu Mare nel 1953. Nel 1965 i suoi resti mortali furono traslati in segreto nella cripta della cattedrale dell'Ascensione di Nostro Signore a Satu Mare, poco tempo prima un prete ortodosso aveva infatti individuato la sua tomba. Le sue spoglie furono riesumate il 17 giugno 2011 e tumulate in un'altra posizione nella stessa cattedrale.

## Processo di beatificazione
Il processo di beatificazione iniziò il 12 dicembre 1991 sotto la guida di papa Giovanni Paolo II, dopo che la Congregazione per le cause dei santi ebbe rilasciato il nihil obstat. Monsignor Scheffler ottenne quindi il titolo di Servo di Dio. Il processo diocesano si aprì l'8 dicembre 1994 e si concluse poco dopo, il 5 dicembre 1996. La Congregazione per le cause dei santi convalidò il processo il 13 maggio 1998. Il dicastero ricevette la positio nel 2002. Essa ricevette l'approvazione del collegio dei teologi il 1º luglio 2009 e della plenaria della congregazione il 20 aprile dell'anno successivo.
Il 1º luglio 2010 papa Benedetto XVI confermò che monsignor Scheffler fu ucciso in odium fidei (in odio alla fede) e quindi approvò la sua beatificazione. La cerimonia, presieduta dal cardinale Angelo Amato a nome del papa, ebbe luogo il 3 luglio 2011 alla presenza di 8000 persone. Parteciparono anche il cardinale Péter Erdő, arcivescovo metropolita di Esztergom-Budapest, e gli arcivescovi Francisco-Javier Lozano, nunzio apostolico in Romania e Moldavia, Ioan Robu, arcivescovo metropolita di Bucarest, Lucian Mureșan, arcivescovo maggiore di Făgăraș e Alba Iulia dei Romeni, Csaba Ternyák, arcivescovo metropolita di Eger e György-Miklós Jakubínyi, arcivescovo metropolita di Alba Iulia.
L'attuale postulatore per la causa di canonizzazione è il sacerdote salesiano János Szöke.

## Genealogia episcopale
La genealogia episcopale è:
- Cardinale Scipione Rebiba
- Cardinale Giulio Antonio Santori
- Cardinale Girolamo Bernerio, O.P.
- Vescovo Claudio Rangoni
- Arcivescovo Wawrzyniec Gembicki
- Arcivescovo Jan Wężyk
- Vescovo Piotr Gembicki
- Vescovo Jan Gembicki
- Vescovo Bonawentura Madaliński
- Vescovo Jan Małachowski
- Arcivescovo Stanisław Szembek
- Vescovo Felicjan Konstanty Szaniawski
- Vescovo Andrzej Stanisław Załuski
- Arcivescovo Adam Ignacy Komorowski
- Arcivescovo Władysław Aleksander Łubieński
- Vescovo Andrzej Stanisław Młodziejowski
- Arcivescovo Kasper Kazimierz Cieciszowski
- Vescovo Franciszek Borgiasz Mackiewicz
- Vescovo Michał Piwnicki
- Arcivescovo Ignacy Ludwik Pawłowski
- Arcivescovo Kazimierz Roch Dmochowski
- Arcivescovo Wacław Żyliński
- Vescovo Aleksander Kazimierz Bereśniewicz
- Arcivescovo Szymon Marcin Kozłowski
- Vescovo Mečislovas Leonardas Paliulionis
- Arcivescovo Bolesław Hieronim Kłopotowski
- Arcivescovo Jerzy Józef Elizeusz Szembek
- Vescovo Stanisław Kazimierz Zdzitowiecki
- Cardinale Aleksander Kakowski
- Papa Pio XI
- Cardinale Jusztinián Serédi, O.S.B.
- Vescovo János Scheffler